# 春山行夫

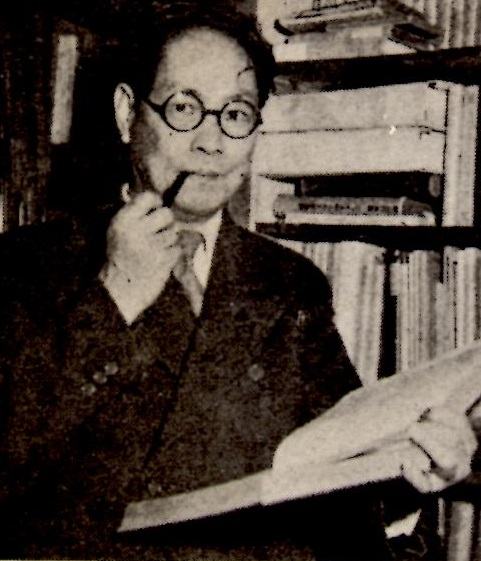
春山行夫

春山 行夫（はるやま ゆきお、1902年7月1日 - 1994年10月10日）は、日本の詩人、随筆家、編集者。本名は市橋 渉。

## 来歴
1902年、名古屋市東区主税町に生まれる。家は外国向けの陶器にバラの花や風車を描く工場（アトリエ）だった。1917年、名古屋市立商業学校中退。 
郷里で詩と絵画の運動を起こし、1922年詩誌「青騎士」（井口蕉花、山中散生、近藤東、棚夏針手、佐藤一英などが参加）を創刊した。1924年に第一詩集「月の出る町」を発表し、その年の暮れに上京した。象徴主義の影響が色濃かったが、その後はしだいに同時代の海外の前衛詩、モダニズムの影響を受けたスタイルに移っていった。1926年に近藤東らと「謝肉祭」を創刊、以後「詩と詩論」(28年)、「詩法」、「新領土」などで最先端のモダニズム詩人として活動した。1929年発表の詩集「植物の断面」はその傾向の結実で、集中の「白い少女」はモダニズム表現の「記念的実験作品」（安西冬衛）と評された。同年の『改造』懸賞評論「超現実主義の詩論」で三等に選ばれた。（一等は宮本顕治「敗北の文学」、二等は小林秀雄「様々なる意匠」）。
編集者として、厚生閣の季刊雑誌「詩と詩論」(のち「文学」に改題)、第一書房の雑誌「セルパン」などで活動し、『新潮』1931年8月号に評論「意識の流れと小説の構成」など、ヨーロッパの最新美術や超現実主義の紹介にも力を入れた。日本の初期現代詩運動の中心人物、オーガナイザーとして大きな影響を与えた。
戦後は『雄鶏通信』（雄鶏社）を創刊し、文筆のみで生活するが、詩作からは離れ、多方面にわたる知識・教養を駆使するエンサイクロペディストととして、多数の著書を出版した。また、ラジオ番組話の泉にも出演。

## 著作

### 詩集・小説
- 月の出る町(1924)地上社
- 植物の断面(1929)厚生閣書店
- シルク&ミルク(1932)
- 花花(1935)版画荘
- 飾窓(1939)　赤塚書房（小説）

### 文芸評論
- 詩の研究(1931)　第一書房
- ジョイス中心の文学運動(1933)第一書房
- 純粋詩とフォルマリスム(1933)ボン書店
- 文学評論(1934)厚生閣書店
- 二十世紀英文学の新運動（1935）第一書房
- 新しき詩論(1940)　第一書房
- 現代世界文学概観(1941)　新潮社
- 文学上の風習　世界文藝評論社、1946

### 随筆
- 楡のパイプを口にして　詩論と散文(1929)厚生閣書店
- 花とパイプ(1936)　第一書房
- 満州風物詩（1940）世界社
- 台湾風物詩(1942)　生活社
- 満州の文化(1943)　大阪屋号書店
- 季節の手帖(1944)　東京社
- 木曜雑記(1947)　林檎書院
- 外国映画の鑑賞(1949)　資料社
- 花の文化史　1-3(1954-57)　中央公論社
- 食卓の文化史(1955)中央公論社
- 詩人の手帖(1955)河出新書
- 読書家の散歩 本の文化史 社会思想研究会出版部・現代教養文庫 1957
- 海外文学散歩(1957)
- 花ことば(1958)　東都書房　のち平凡社ライブラリー
- 万国博 筑摩書房 1967
- ビール文化史 東京書房社 1972
- 月の出る町 名古屋豆本 1975
- 西洋広告文化史(1975)講談社
- 食卓のフォークロア(1975)柴田書店
- おしゃれの文化史 1-3　平凡社 1976-78
- 西洋雑学案内　1-2(1976)　平凡社カラー新書
- 春山行夫の博物誌　全7巻(1986-90)

## 共編著
- 現代英文学評論　厚生閣書店　1931
- アメリカ文化展望 雄鶏社、1947

## 翻訳
- スタイン抄 ガートルード・スタイン 椎の木社 1933.7
- フランス現代文学の思想的対立 レヂス・ミシヨオ 第一書房、1937
- アリューシャン探検 イゾベル・ウイリ・ハッチスン 新潮社、1942
- 人間は発明する ヘンドリック・ウイレム・ヴァン・ルーン 新潮社、1942